# (14888) Kanazawashi
(14888) Kanazawashi est un astéroïde de la ceinture principale.

## Description
(14888) Kanazawashi est un astéroïde de la ceinture principale. Il fut découvert le 30 septembre 1991 à Kitami par Kin Endate et Kazuro Watanabe. Il présente une orbite caractérisée par un demi-grand axe de 2,22 UA, une excentricité de 0,17 et une inclinaison de 5,8° par rapport à l'écliptique.

## Compléments